# Jamar Samuels
Jamar Lascells Samuels (Washington, 25 maggio 1989) è un ex cestista statunitense.